# Привольное (Карачаево-Черкесия)
Привольное — село в Прикубанском районе Карачаево-Черкесии Российской Федерации. Входит в состав Николаевского сельского поселения.

## География
Расположен в северо-восточной части республики, на реке Топка. Возле села, к северу, проходит Большой Ставропольский канал.
Уличная сеть: Финский пер., ул. Космонавтов, ул. Луговая, ул. Партизанская и ул. Полевая.

## История
В 1971 году Основали поселение но потом  хутор стал селом.

## Население
| 2002 | 2010 | 2021 |
| ---- | ---- | ---- |
| 679  | ↗797 | ↘614 |

## Инфраструктура
МКУО «Средняя общеобразовательная школа с. Привольное», Сельская библиотека с. Привольное, СДК с. Привольное,
ФАП с. Привольное
Развито сельское хозяйство; в советское время действовал колхоз «Труд Заря».

## Транспорт
Автодорога Николаевское-Привольное.